# Định Bình, Yên Định
Định Bình là một xã thuộc huyện Yên Định, tỉnh Thanh Hóa, Việt Nam.

## Địa lý
Xã Định Bình có vị trí địa lý:
- Phía bắc giáp xã Định Hưng
- Phía đông giáp xã Định Hòa và huyện Thiệu Hóa
- Phía nam giáp huyện Thiệu Hóa
- Phía tây giáp thị trấn Quán Lào và huyện Thiệu Hóa.

Xã Định Bình có diện tích 7,66 km², dân số năm 2019 là 6.316 người, mật độ dân số đạt 825 người/km².

## Hành chính
Xã Định Bình được chia thành 7 thôn: Mỹ Nga, Ấp Trú, Tân Sen, kênh Khê, Đắc Trí, Công Bình, Căng Lập.